# حركة المجاهدين الهنود
حركة المجاهدون الهنود (بالهندية:इंडियन मुजाहिदीन आंदोलन) هي جماعة مسلحة بقيادة عبد السبحان قريشي، وهو الآن رهن الاعتقال لدى شرطة دلهي. أعلنت الحكومة الهندية حظرها في 4 يونيو 2010، وفي 22 أكتوبر 2010 أعتبرتها نيوزيلندا كمنظمة إرهابية. وفي سبتمبر 2011 وضعت الولايات المتحدة بشكل رسمي حركة المجاهدين الهنود على قائمتها للمنظمات الإرهابية الأجنبية.
شاركت الحركة في العديد من الهجمات المُسلحة في الهند ولديها تطلعات إقليمية تتمثل في إنشاء الخلافة الإسلامية في جنوب آسيا. وفي 13 مايو 2008 أعلنت الحركة مسؤوليتها عن تفجيرات جايبور في الهند، وأرسلت بريدًا إلكترونيًا لوسائل الإعلام الهندية، وقالت إنها «ستهدم جميع أديان الكفار في الهند».